# Berliner Eishockeymeisterschaft 1911/12
An der dritten Berliner Eishockeymeisterschaft, die in der Saison 1911/12 ausgespielt wurde, nahmen sieben Mannschaften teil. Meister von Berlin im Eishockey mit der Scheibe für 1912 (so der offizielle Titel) wurde wie im Vorjahr der BFC Preussen. Die Spiele fanden am 20. und 21. Januar auf Natureis auf dem Lietzensee in Berlin-Charlottenburg statt.
Das Finale der Berliner Meisterschaft fand eine Woche vor der ersten Deutschen Meisterschaft statt, an der der BFC Preussen nicht teilnahm, sondern nur der Berliner Schlittschuhclub und der SC Charlottenburg.

## Viertelfinale
Der Berliner Schlittschuhclub erhielt ein Freilos.
|  | BFC Preussen | 3:0 | Berliner Sport-Club | Lietzensee, Berlin |

|  | BTuFC Britannia | 1:0 | SC Charlottenburg | Lietzensee, Berlin |

|  | Eislauf Verein Berlin | 2:1 | Berliner EV 1886 | Lietzensee, Berlin |

## Halbfinale
|  | Berliner Schlittschuhclub | 5:0 | Eislauf Verein Berlin | Lietzensee, Berlin |

|  | BFC Preussen | nicht gespielt | BTuFC Britannia | Lietzensee, Berlin |

## Finale
| 21. Januar 1912 | Berliner Schlittschuhclub | 1:3 | BFC Preussen | Lietzensee, Berlin |